# 南岚事件
南岚事件，指1938年6月24日，山东省莱阳县政府指示南岚乡校校长周蜀西查封马连庄小学。6月25日、26日，群众两次去南岚乡校请愿，要求恢复小学。26日，周蜀西命令乡校士兵向群众开枪，死2人，伤10人的事件。